# 柳州博物馆
柳州博物馆（英語：Liuzhou Museum）位于中国广西壮族自治区柳州市人民广场东侧，是一所大型综合性博物馆。

## 历史
始建于1958年，原址在柳州市五一路6号，2003年7月搬迁到现址。建筑面积12,872平方米，占地面积26亩，展厅面积5,800平方米，现有历史馆、民族馆、青铜馆、扇面书画馆、古生物化石馆、茶文化展馆等固定展馆，收藏各类文物36,000件。现为国家二级博物馆、国家4A级旅游景区。

## 图集

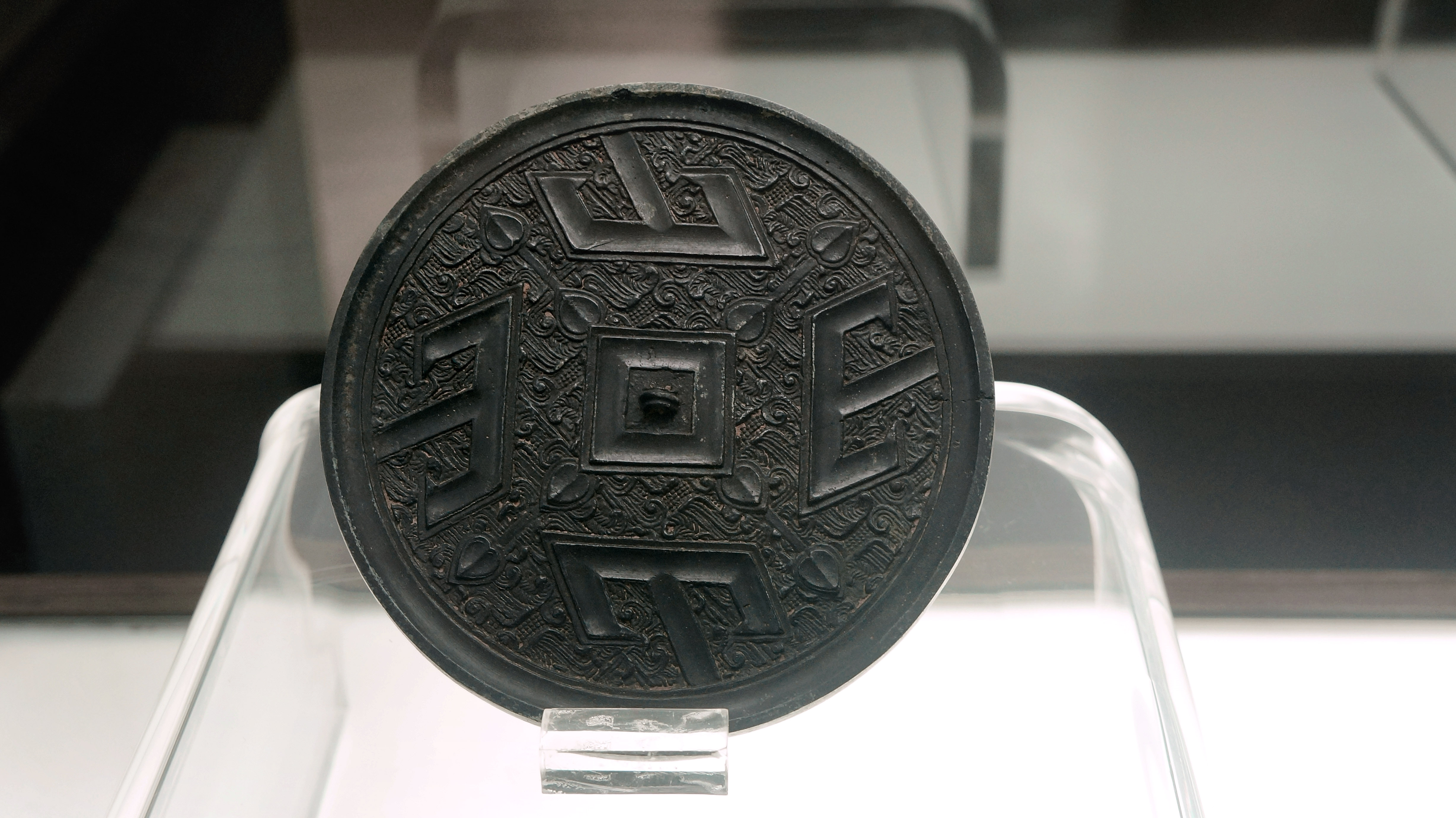
“四山”铭文铜镜
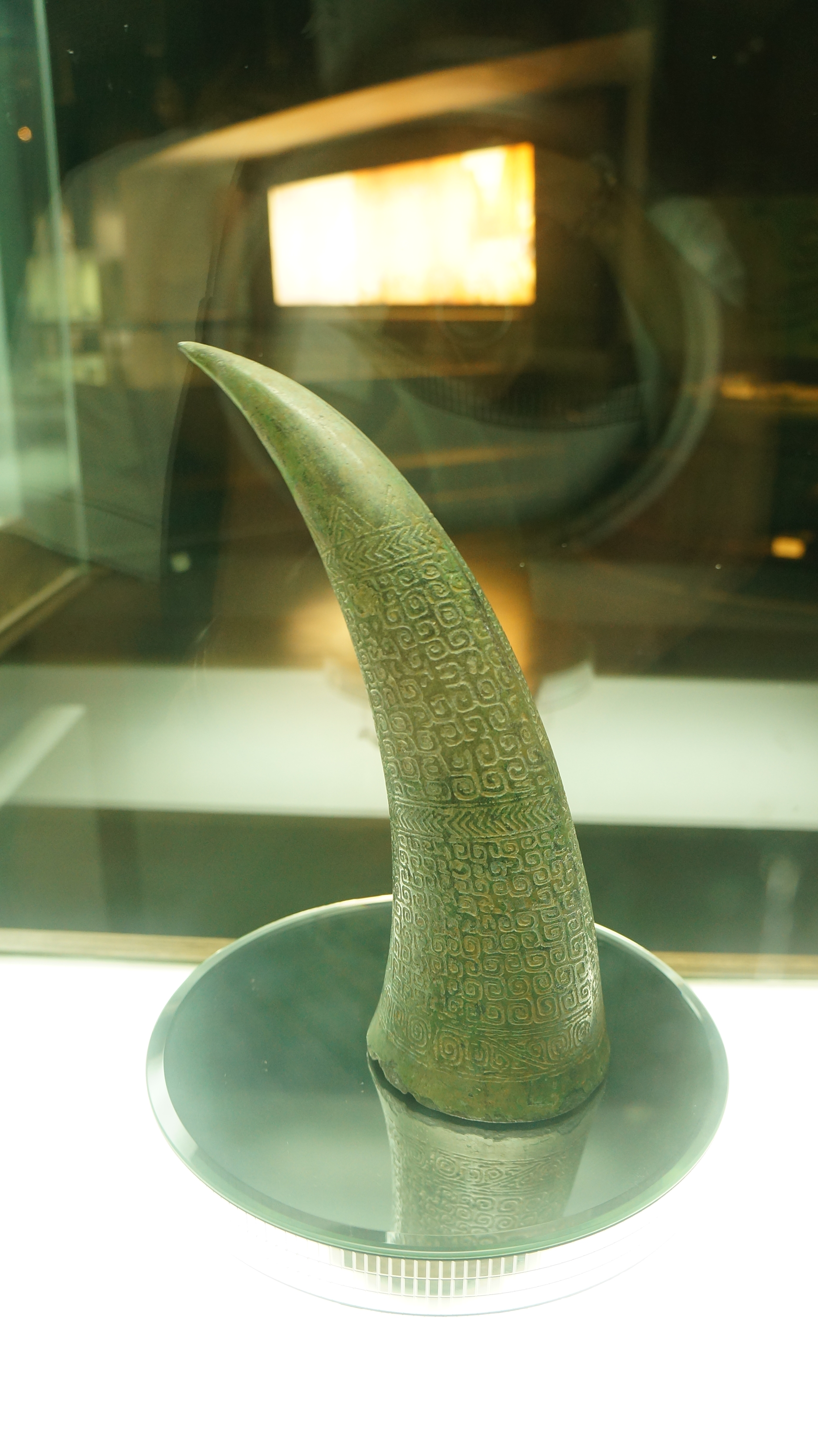
云雷纹青铜角
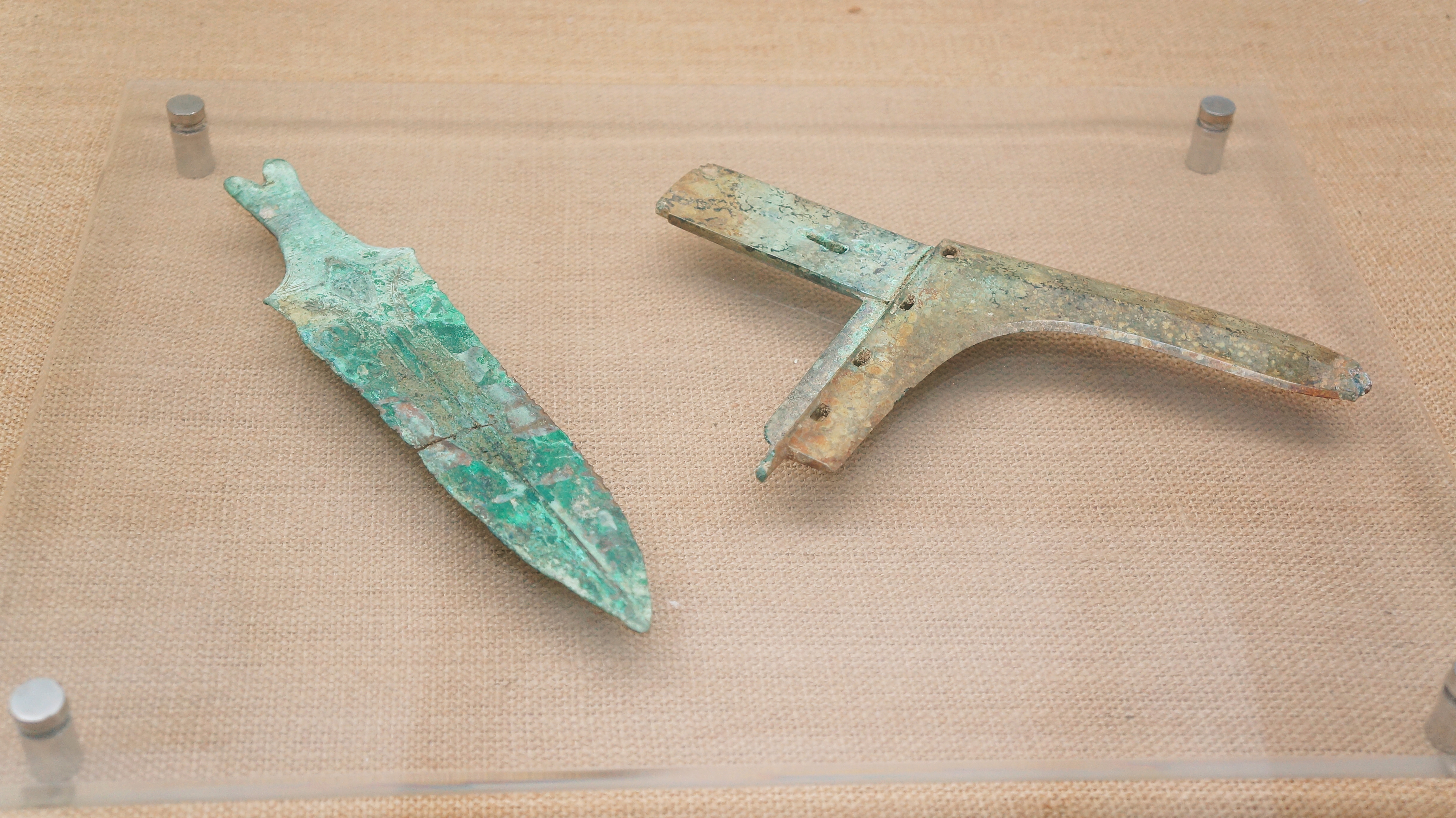
人面纹铜匕首及铜戈
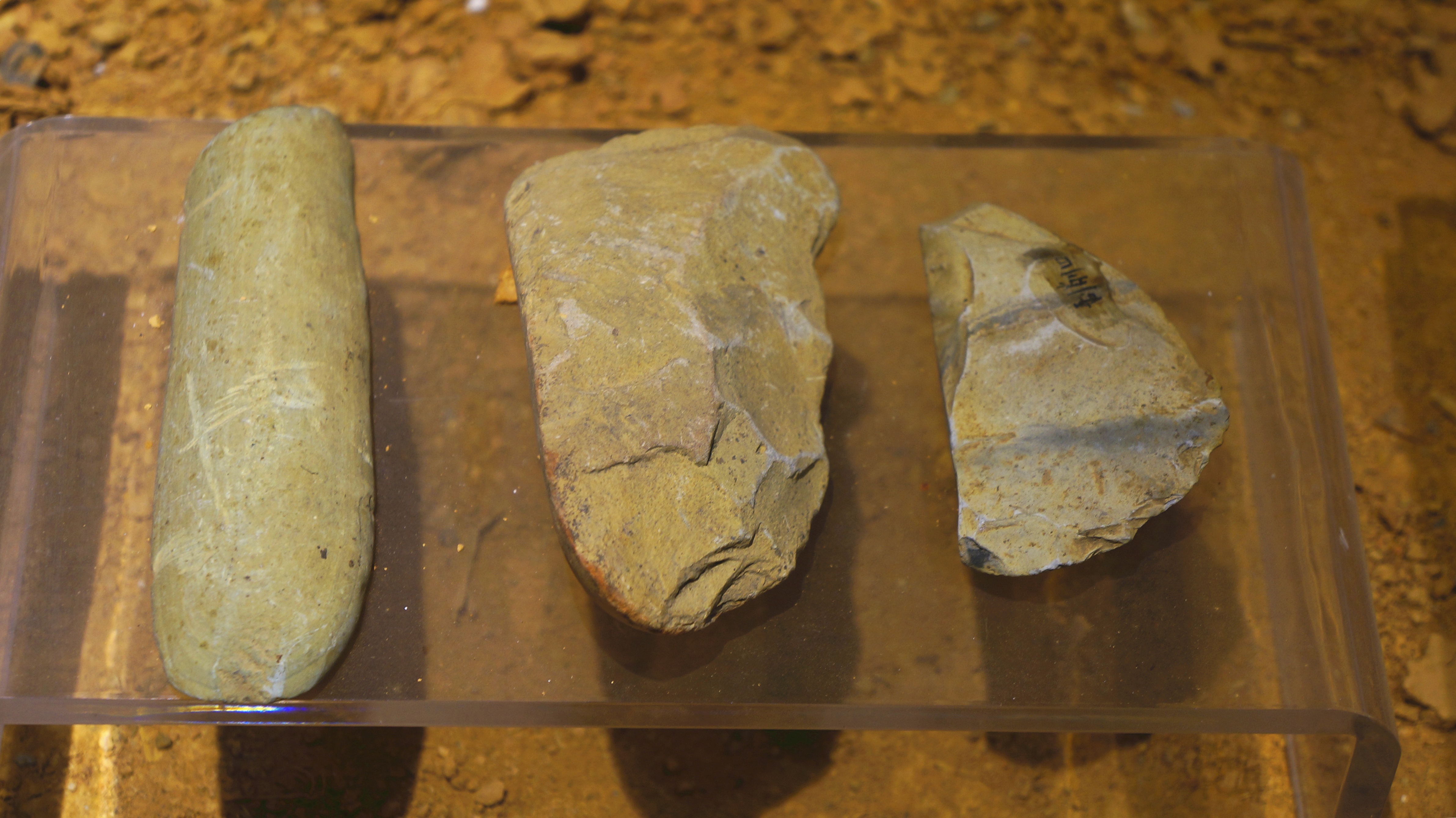
兰家村石凿及刮削器
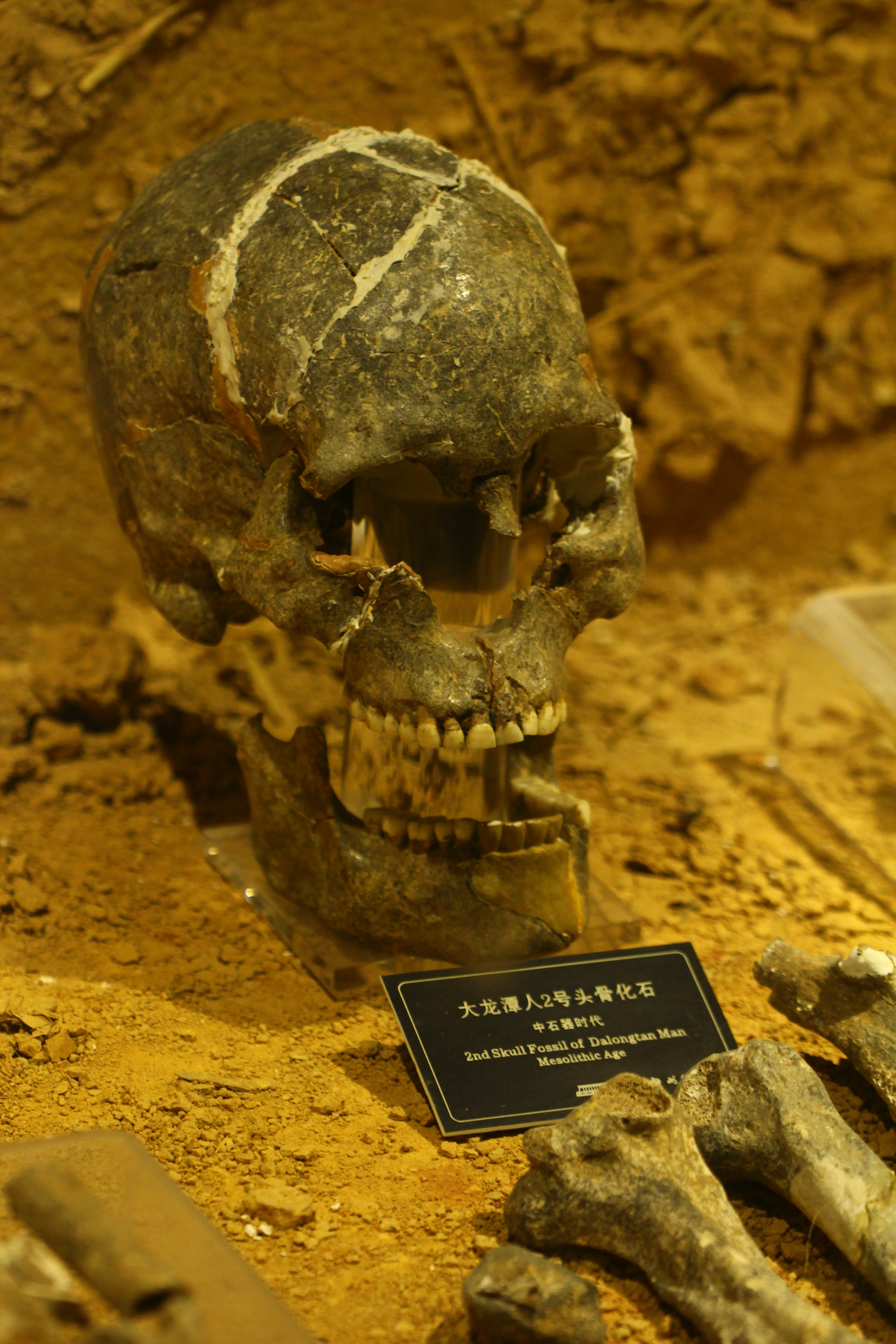
大龙潭人2号头骨化石
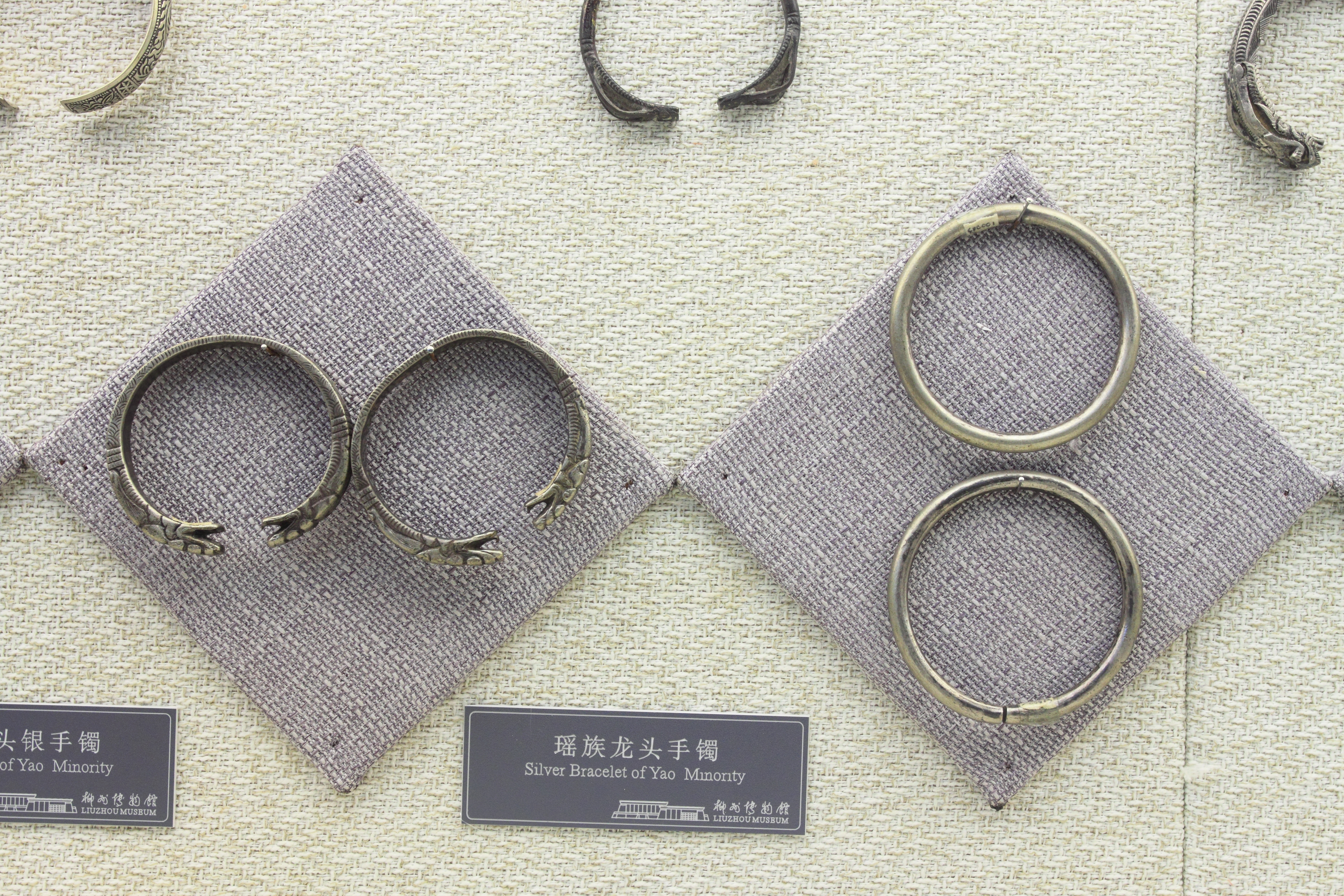
瑶族龙头手镯
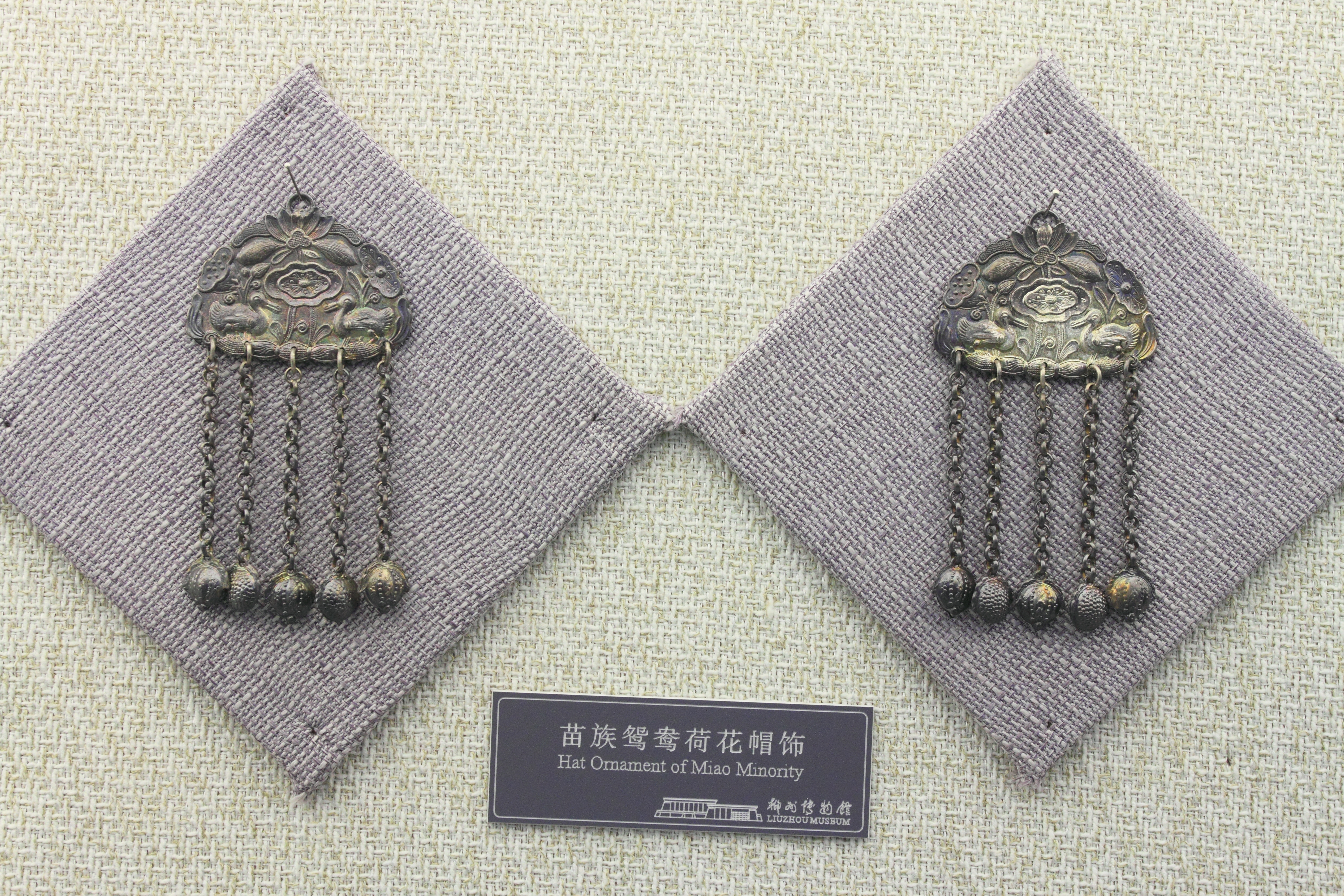
苗族鸳鸯荷花帽饰
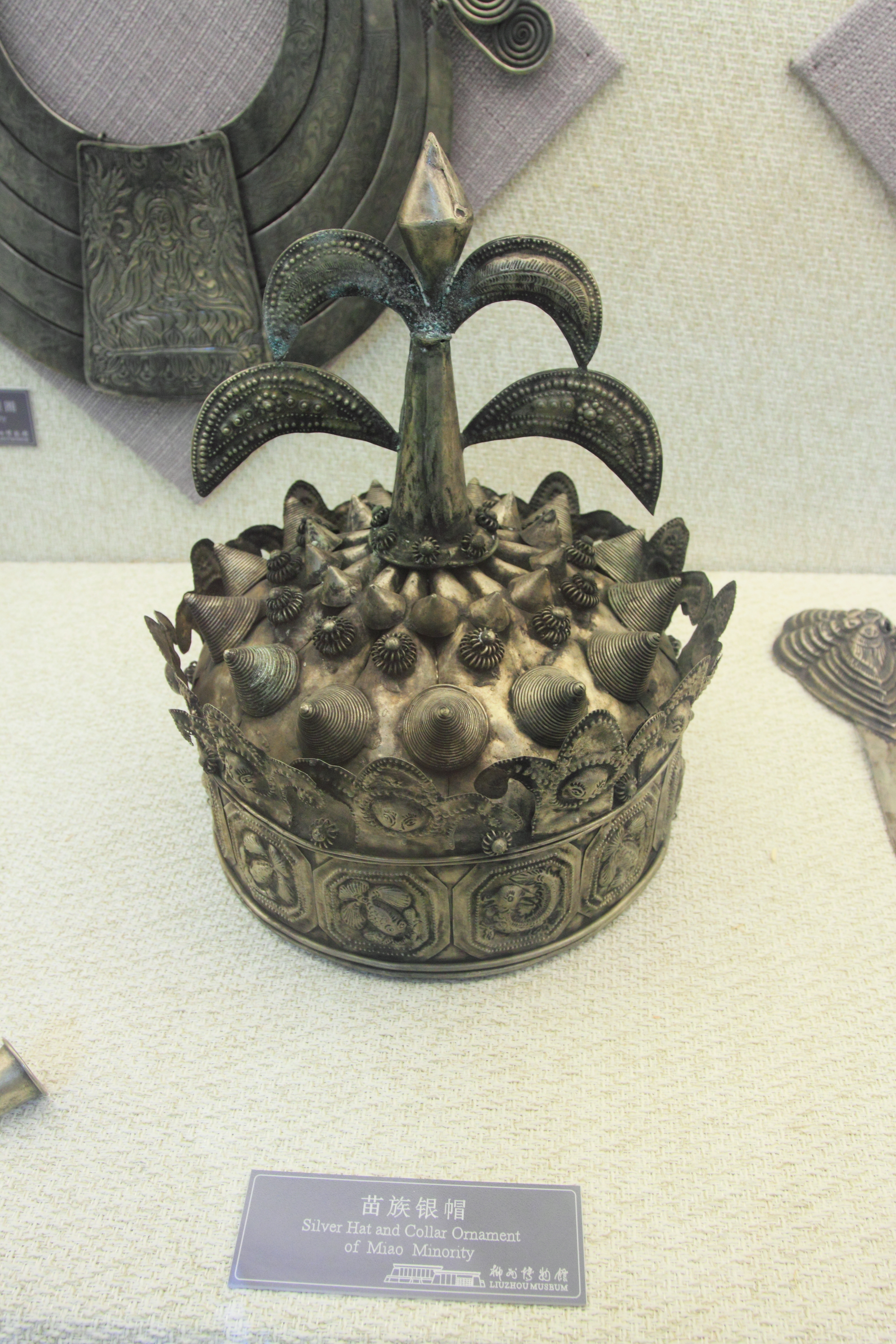
苗族银帽